# Служба коменданта Московского Кремля
Слу́жба коменда́нта Моско́вского Кремля́ — подразделение Федеральной службы охраны, которое отвечает за обеспечение безопасности в Московском Кремле, а также за поддержание зданий и сооружений Кремля в надлежащем виде.

## История
Официальной датой создания управления охраны Московского Кремля (комендатуры Московского Кремля) принято считать 11 марта 1918 года, когда из Петрограда в Москву переехал СНК РСФСР, и в Кремле разместились центральные органы власти РСФСР. Первым комендантом Кремля стал Яков Стрижак.
В 1920 году комендатура Кремля была подчинена ВЧК, и с тех пор входила в состав органов государственной безопасности.
25 июня 1959 года приказом КГБ при СМ СССР были утверждены новые штаты и структура 9-е Управления КГБ, в состав которого вошло, на правах отдела, бывшее 10-е Управление КГБ (Управление Коменданта Московского Кремля).
В 1991 году Управление Коменданта Московского Кремля вошло в состав Главного управления охраны РСФСР, которое в 1996 году было преобразовано в Федеральную службу охраны.
В октябре 2004 года была образована Служба коменданта Московского Кремля ФСО России, куда вошли Комендатура Московского Кремля, Президентский полк и Президентский оркестр. Объектами Службы коменданта Московского Кремля также являются Мавзолей Ленина и некрополь у Кремлёвской стены.

## Президентский полк

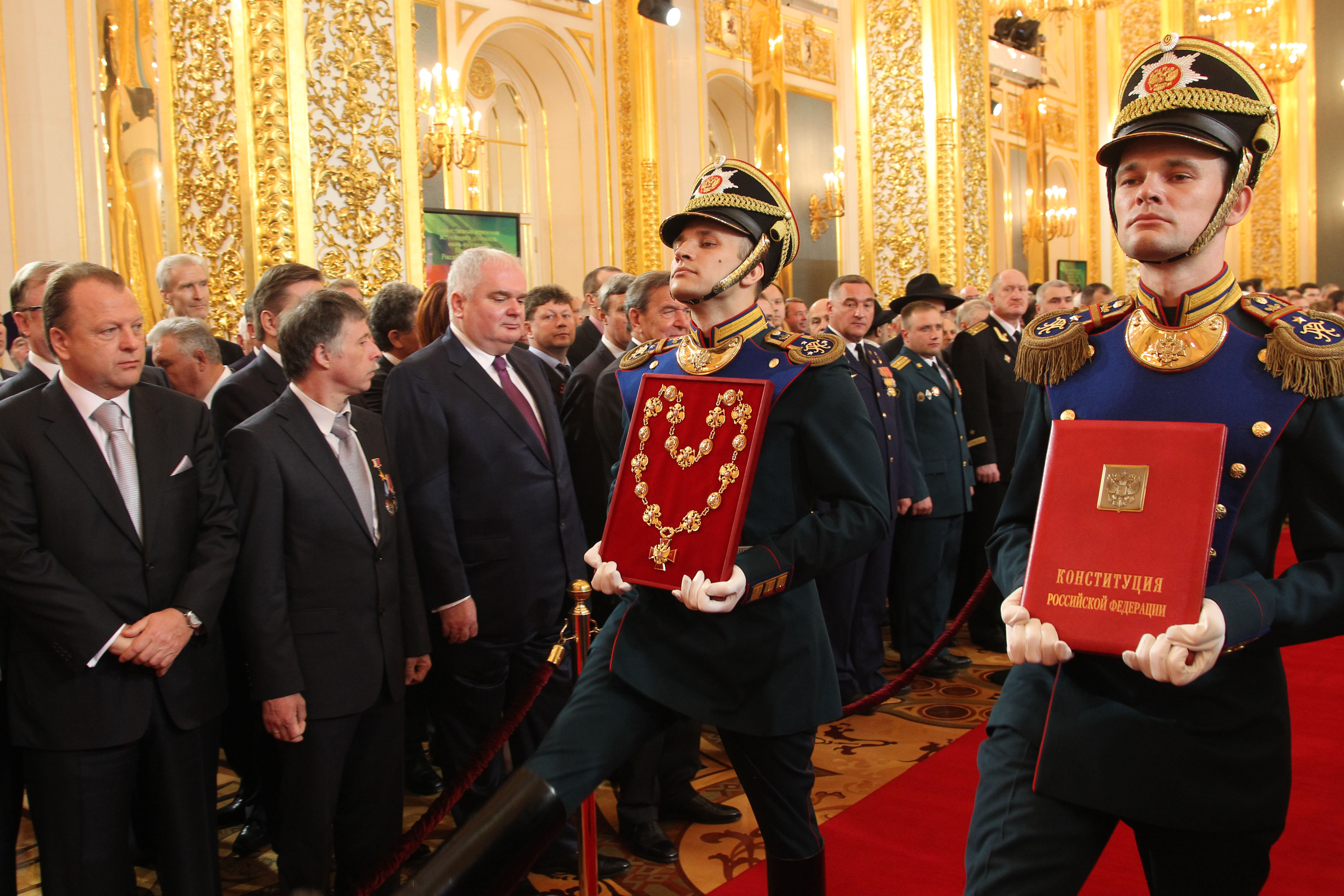
Офицеры Президентского полка на церемонии инаугурации президента РФ в 2012 году

Президентский полк — воинская часть, входящая в ФСО, решающая специфические боевые задачи по обеспечению охраны и пропускных мероприятий в официальной резиденции Президента Российской Федерации - Московского Кремля, других важных государственных объектов, по участию в проведении протокольных мероприятий на высшем государственном уровне, выделению почётных караулов и несению службы у Вечного огня на Могиле Неизвестного Солдата возле Кремлёвской стены (Пост № 1), а также церемоний инаугураций Президента Российской Федерации.

## Президентский оркестр
Президентский оркестр — главный музыкальный коллектив при проведении официальных мероприятий государственного значения, включая инаугурацию Президента Российской Федерации. В составе коллектива 140 профессиональных музыкантов. Музыкальный коллектив является участником государственных церемоний высокого ранга, в частности, сопровождает визиты в Россию глав государств и правительств. Солисты этого коллектива знают гимны большинства стран мира. Кроме того, оркестр участвует в приёмах, посвящённых государственным праздникам, памятным датам, в мероприятиях с участием главы государства. От вида таких мероприятий зависит количество и состав группы: духовой оркестр работает на встречах, проводах, во время государственных визитов, а симфонический — сопровождает приёмы, наградные церемонии, обеды. Президентский оркестр России — один из немногих военных оркестров в мире, в котором есть симфонический состав.

## Орнитологическая служба
В 1983 году было принято решение о формировании орнитологической службы Московского Кремля для борьбы с воронами, которые клювами и когтями царапали и сдирали позолоту на куполах и шпилях соборов Кремля. Соколы, ястребы, филины этой службы отпугивают ворон. В 2020 году к ним добавилась полярная сова.